# Рудниковий локомотив

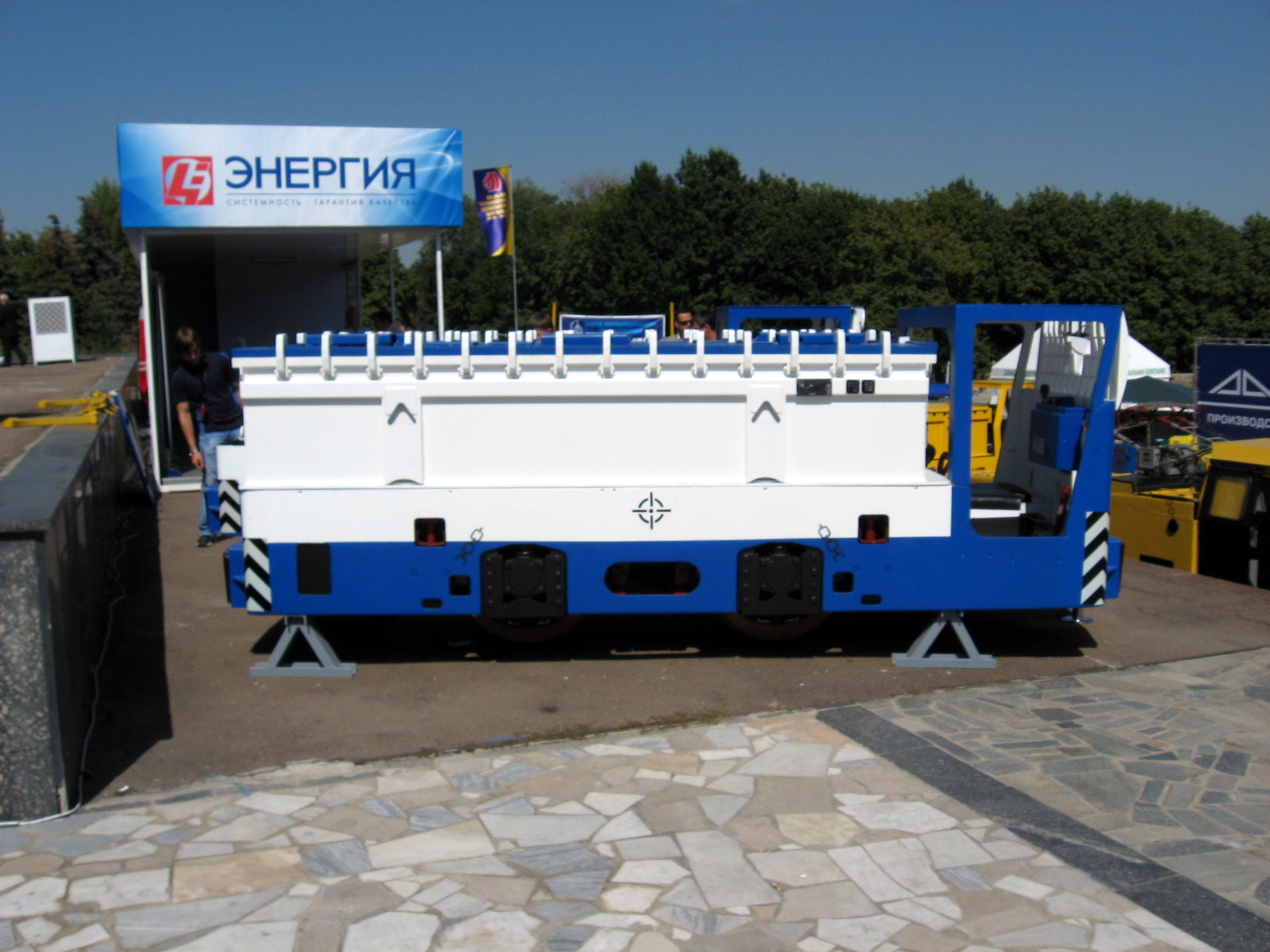
Рудниковий акумуляторний електровоз

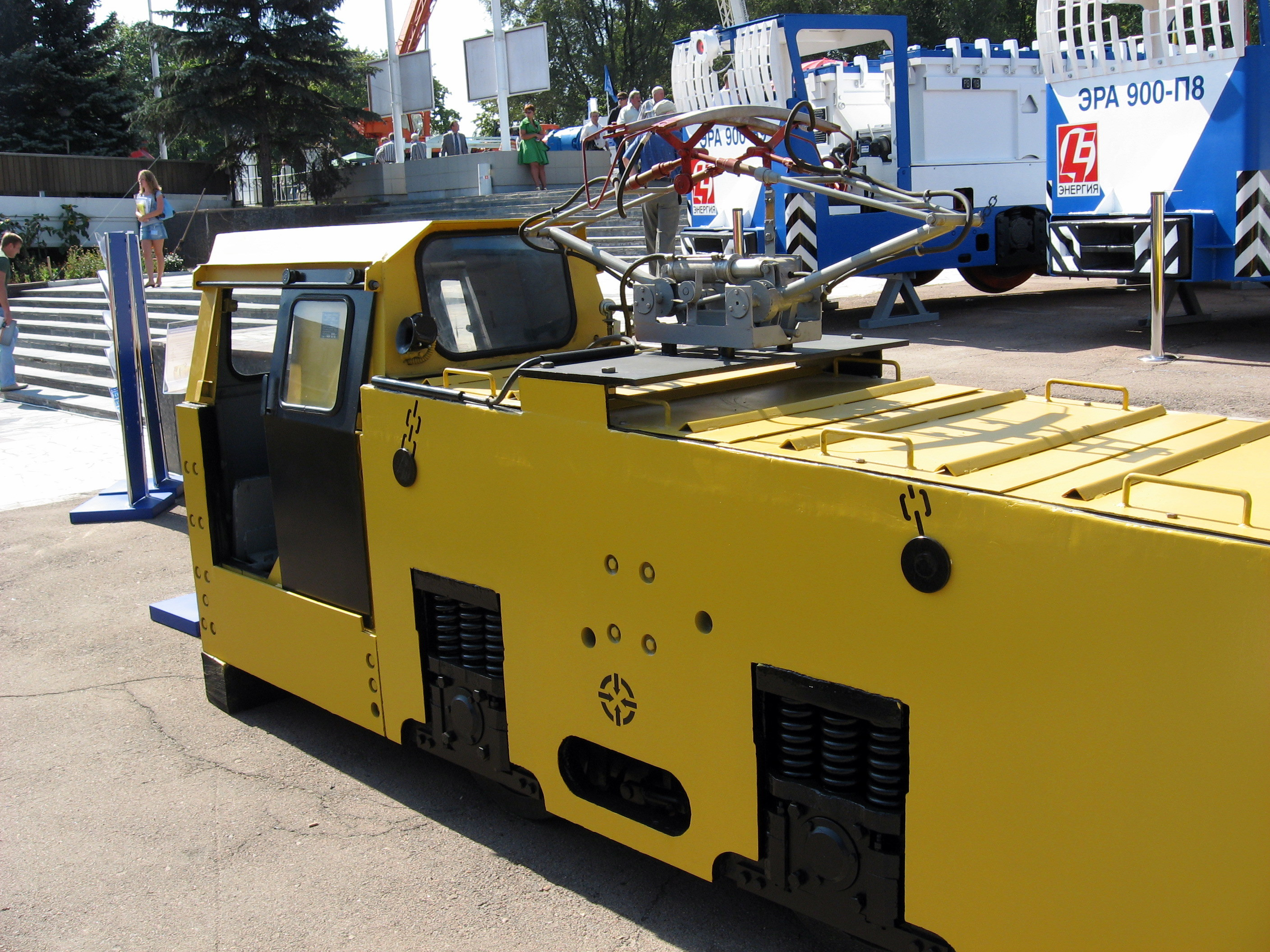
Рудниковий контактний електровоз

Локомотив у гірництві — силовий самохідний тяговий засіб шахтного підземного чи кар'єрного рейкового транспорту для пересування рейками вагонеток або вагонів. У залежності від виду первинного джерела енергії локомотиви ділять на теплові, електричні і механічні. Локомотиви розрізняються за конструктивними ознаками і особливостями окремих вузлів і систем (ходової частини, типу привода колісних пар, ширині колії, розташуванню кабіни, системах управління і гальмування тощо).
Основними критеріями вибору локомотивів у гірництві в конкретних умовах застосування служать величина вантажопотоку і наявність або відсутність вибухового середовища (для шахтних локомотивів). Останнє визначає рівень виконання вибухозахисту шахтних локомотивів. На шахтах за допомогою локомотивів здійснюється переважаючий обсяг перевезень головними виробками. Парк локомотивів вугільних шахт в основному складають акумуляторні електровози (бл. 70%), рудних шахт — контактні (бл. 100%).

## Монтаж і експлуатація засобів локомотивного транспорту
Монтаж контактної мережі починають з установлювання точок кріплення дроту на перегонах, розминках тощо. На заокругленнях його підвішують по хордах, для чого застосовують відтяжки. Відстань між точками кріплення не повинна перевищувати 5 м на прямолінійних ділянках колій і 3 м — на криволінійних. Потім монтують крюки, поперечні відтяжки і підвісну арматуру.
Кінці дроту, який повинен знаходитись над головкою рейки на висоті не менше 2 м, забивають і затискують в проводотримачах. Щоб кінці, що виходять із проводотримачів, не перешкоджали рухові струмоприймача електровоза, їх загинають уверх.
Наступні операції—монтаж живильних і відвідних пунктів, дільничних ізоляторів і вимикачів. Через кожні 200 м колій, де підвішений контактний провід, а також на схрещеннях з іншими трасами і на заокругленнях необхідно мати світні надписи: «Бережись провода».
Перед експлуатацією локомотива треба перевірити: справність необхідних інструментів і захисних засобів; стан електричних двигунів і устаткування; вмикання апаратів при тяговому і гальмовому режимах; наявність мастила і піску; правильність установки гальмових колодок; кріплення деталей тощо. Особливо пильно перевіряють роботу підшипників, контролерів, акумуляторної батареї, зчіпних пристроїв, освітлення, гальмової і пісочної систем. Всі виявлені неполадки і несправності, відмітивши у спеціальному журналі, усувають до виходу в рейс.
Пуск локомотива проводять при звільнених гальмах. Здійснюють його плавно, затримуючи рукоятку керування контролера (на З...5 с) на кожному проміжному положенні. Переведення двигунів з паралельного з'єднання на послідовне або тимчасове вимикання дозволяє регулювати швидкість руху поїзда.
При роботі локомотива прагнуть найповніше використовувати його кінетичну енергію. Наприклад, перед затяжним підйомом швидкість збільшують, щоб більшу частину цього шляху пройти за рахунок сил інерції. У результаті знижується перенавантаження двигунів і акумуляторних батарей. Гальмують поступово, не доводячи колеса до заклинювання, тому то рух юзом не тільки підвищує знос коліс, але й погіршує умови для самого гальмування.
Машиніст локомотива, який знаходиться в головній частині состава, зобов'язаний подавати сигнали перед заокругленнями і пересіченнями з іншими виробками, а також в усіх випадках, коли на колії з'являються люди.
Пункти посадки людей в поїзд повинні бути освітлені. Ділянка контактного проводу біля цих пунктів на час посадки (виходу) вимикається. До составів, призначених для перевезення людей, дозволяється причіплювати не більше двох посудин з інструментом. На початку кожної зміни вагонетки для перевезення людей підлягають огляду. Особливу увагу приділяють їхнім гальмам, зчіпним і сигнальним пристроям.
З метою підвищення продуктивності локомотивів у приствольних дворах і основних відкаточних виробках застосовуються електричні установки для централізованого і автоматичного керування стрілками і сигналами (СЦБ). Зв'язок рухомого електровоза з даною апаратурою здійснюється через колійні датчики індуктивної або натискної дії. На віддалених виробках функціонують спеціальні пристрої для подання сигналів.
Використання різних засобів автоматизації дозволяє покращити організацію руху поїздів, знизити кількість тягових машин на підземних станціях, збільшити швидкість, підвищити безпеку робіт і продуктивність локомотивного транспорту.
Локомотиви, застосовувані при будівництві підземних споруд і шахт, прості за будовою, надійні, економічні і маневрені в роботі. Вони мають високу продуктивність, здатні переміщувати матеріали і устаткування на великі відстані і в обидва напрямки, можуть обслуговувати декілька навантажувально-обмінних пунктів.
Дизелевози, тепловози і акумуляторні електровози мають значну автономність. Двигуни контактних і акумуляторних локомотивів добре працюють при різних режимах і умовах експлуатації. Дизелевози і тепловози не потребують складних екіпіровальних пристроїв. Застосування повітровозів, гіровозів і високочастотних електровозів дозволяє підтримувати високий рівень безпеки робіт в шахтах, небезпечних по газу і пилу.
Але всі вони використовуються тільки в виробках з малими кутами нахилу. Контактні електровози потребують спеціальних перетворювальних підстанцій і силової електромережі, а акумуляторні — складного екіпірувального устаткування. Повітровози характеризуються високими капітальними витратами. Гіровози споживають велику кількість енергії.
Тому удосконалення локомотивів іде шляхом поліпшення конструкції основних вузлів, підвищення їхньої маси і швидкості руху, а також якості виготовлення. Доцільне широке застосування апаратури СЦБ.